# Burseryd
Burseryd er et byområde i Gislaveds kommun i Jönköpings län i Sverige, og kyrkby i Burseryds socken i Småland. Byen ligger 10 kilometer vest for Smålandsstenar og Nissastigen, riksväg 26.

## Historie
Burseryd har som kyrkby gamle rødder og fik sin kraftigere udvikling efter at jernbanen kom til. Mellem Landeryd og Falköping byggedes Västra Centralbanan, som i sin helhed blev indviet i 1906 med Burseryd som én af mange stationer som blev bygget. Størstedelen af banen er blevet nedlagt for længe siden. Strækningen Landeryd-Burseryd blev lukket i 2016 efter at trafikken indstilledes i 2014.

## Erhvervsliv
Den største industri er Burseryd Bruk AB som fremstiller stål, men også betydende træindustri forekommer.